# Cryptocarya natalensis
Cryptocarya natalensis là loài thực vật có hoa trong họ Nguyệt quế. Loài này được (Ross) Kosterm. miêu tả khoa học đầu tiên năm 1990.